# Emerand Bardoul
Pour les articles homonymes, voir Bardoul.
Emerand Bardoul est un homme politique français né le 27 décembre 1892 à Nantes et mort le 5 novembre 1980 à Marsac-sur-Don. Il est élu député de la Loire-Inférieure en 1936 et appartient au groupe parlementaire de la Fédération républicaine.

## Biographie

### Famille
Sa mère, Paule-Marie-Louise Leroux, née en 1868 à Nozay et morte en 1954 à Nantes, fille d'un militaire, notaire à Ancenis et propriétaire à Nozay, est titulaire du brevet d'études supérieures, tandis que son père, Emerand-Pierre-Marie Bardoul, né en 1863 à Legé et mort en 1934 à Marsac-sur-Don, fils d'un percepteur des contributions directes, est avocat, maire de Marsac-sur-Don et conseiller général du canton de Guémené-Penfao. Il a un frère et quatre sœurs. En 1921, il épouse Adèle Rodes, fille du général Antoine Rodes, gouverneur des Invalides entre 1944 et 1951, et nièce de François Labrousse, sénateur de la Corrèze. Ils ont quatre enfants.

### Jeunesse et études
Emerand Prosper Marie Joseph Bardoul naît en 1892. Il est issu de l'externat des Enfants-Nantais, Emerand Bardoul entre à la faculté de droit de Paris, où il obtient le titre de docteur en droit en 1919, et intègre l'École libre des sciences politiques, dont il sort diplômé.

### Carrière professionnelle
Après avoir échoué au concours de l'auditorat du Conseil d'État, il devient auditeur à la Cour des comptes en 1921. En 1926, il dirige le secrétariat particulier du ministre de la Guerre, le général Guillaumat, et devient secrétaire de la Cour des comptes. En 1928, il est président de la conférence Molé-Tocqueville. Lorsqu'il est élu à l'Assemblée, en 1936, il se met en congé de la Cour des comptes, qu'il réintègre en 1947.

### Carrière politique
Succédant à son père, mort en août 1934, il est élu, en septembre 1934, maire de Marsac-sur-Don et conseiller général du canton de Guémené-Penfao. Il se présente à la députation dans la circonscription de Châteaubriant, et est élu le 26 avril 1936, en battant au premier tour le député sortant Ernest Bréant par 9 823 voix contre 5 020.
En 1936, il vote contre la loi instituant la semaine de 40 heures et, le 10 juillet 1940, il vote en faveur de la remise des pleins pouvoirs au Maréchal Pétain.
Pendant l'Occupation, Emerand Bardoul demeure maire de Marsac-sur-Don. Il se représente aux élections municipales de 1945, amenant ainsi le Jury d'honneur à se prononcer sur le maintien de son inéligibilité, consécutive à son vote du 10 juillet 1940, en faveur du projet de loi constitutionnelle.
Par sa décision du 14 octobre 1945, le Jury d'honneur, présidé par René Cassin, reconnaît les services rendus à la Résistance par l'ancien député de la Loire-Inférieure et le relève de son inéligibilité. Emerand Bardoul conserve donc le bénéfice de son élection comme conseiller municipal et maire de Marsac-sur-Don, mandats qui lui sont renouvelés en 1947, 1953, 1959, 1965 et 1971. Cependant, il n'est plus candidat à des élections nationales.

## Distinctions
Caporal d'infanterie lors de la Première Guerre mondiale, Emerand Bardoul reçoit la croix de guerre 1914-1918 avec étoile de bronze. Il est fait officier de l'ordre national de la Légion d'honneur en 1954.

## Publications
- Essai sur l’apprentissage industriel en France, Paris, Sirey 1919